# Miquel Villà i Bassols
Miquel Villà i Bassols (Barcelona, 15 de febrer de 1901 - el Masnou, 25 d'agost de 1988) fou un pintor català, considerat un dels representants del fauvisme.

## Biografia
Era fill de Joan Villà i Marquès, natural del Masnou, i de Francesca Bassols i Vehils, de Barcelona. Estudià a l'Escola de la Llotja i va fer nombrosos viatges per Europa i Amèrica amb el seu pare, negociant de vins, fins que va fer la seva primera exposició individual a Bogotà el 1917, l'any que va néixer el seu germà Guillem.
El 1922 s'instal·là a París on estudià a l'Académie Colarossi i exposà al Salon d'Automne i al Salon des Indépendants. Ben aviat s'integrà a les tertúlies de Montparnasse, on es va fer amic de Marcel Duchamp, Jean Fautrier, Pau Gargallo, Josep de Togores i Francisco Gutiérrez Cossío (Pancho Cossío).
El 1930, tornà a Catalunya i s'instal·là al Masnou. Abans del trasllat ja tingué dues exposicions individuals aquí, el 1927 a les Galeries Dalmau, i el 1929 a la Sala Parés de Barcelona. Participà també en les Exposicions de Primavera de Barcelona del 1933, 1934 i 1935, i fou un dels 33 pintors catalans del llibre de Joan Merli del 1937.
El 1938, a punt de ser mobilitzat, es presentà voluntari a les forces armades de la República i fou destinat a l'aviació. Ja acabada la Guerra Civil Espanyola, davant la possibilitat que arribessin els Nazis a Catalunya i fugint de l'ambient de postguerra, viatjà a Buenos Aires el 1940, des d'on es traslladà a Tucumán, on hi va romandre tres anys.
El 1943, tornà a instal·lar-se al Masnou i exposà a les Galeries Syra de Barcelona el 1949 i 1951, i a l'Exposició Municipal de Barcelona del 1951. Fou un dels pintors catalans que va obtenir més prestigi en els ambients de Madrid. Fou premiat a la Primera Bienal Hispanoamericana de Arte celebrada a Madrid el 1951 i participà en la Tercera Biennal a Barcelona el 1955. Eugeni d'Ors l'escollí per a participar en alguns dels Salones de los Once de Madrid, i va exposar individualment a Madrid el 1963, 1965, 1968, 1973, 1975, 1977, 1984 i 1985. El 1977 (Galeria Dau al Set) i 1985 (Palau Moja, GenCat) li dedicaren sengles exposicions antològiques a Barcelona. També li van dedicar exposicions pòstumes el 1998 al Centro Cultural del Conde Duque de Madrid, el 2001 al Masnou, i el 2021 al Museu de Maricel de Sitges.
La seva pintura mostra un constructivisme sobri influït per Paul Cézanne i Maurice de Vlaminck, centrat en paisatges del Maresme, d'Eivissa, de La Pobla de Segur i d'Altea, o bé interiors, figures i natures mortes, caracteritzat per la densitat del gruix de la pasta i pel seu colorisme mat. El seu estil, que al final de la seva vida fou més influït per Rembrandt, sintetitza el rigor i el classicisme del noucentisme amb el realisme de la generació del 1917. El 1985 va rebre la Creu de Sant Jordi de la Generalitat de Catalunya.
L'any 1961, l'Ajuntament del Masnou posà el seu nom a un carrer (carrer del Pintor Villà) al carrer que tradicionalment s'havia anomenat baixada de Can Galvany.
Es va casar amb la Blanca Raspall i Alfonso (1912-1995), que tenia un fill anomenat Antoni.
Tres dels seus nou germans petits, en Guillem (Bogotà 1917), n'Andreu i n'Alexandre (Bogotà 1920), també eren pintors.
A part dels personatges mencionats més amunt, algunes de les amistats que teixí al llarg de la seva vida incloïen la periodista Irene Polo, el marxant i promotor d'art Joan Merli i Pahissa, i els artistes Joaquim Sunyer, Olga Sacharoff, Xavier Valls o Joan Hernàndez Pijuan.

## Obres
- 1933, Retrat de la Sra. Merli. Oli sobre tela, 61 x 50 cm
- 1945, L'estable. Oli sobre tela, 81 x 100 cm
- 1946, Mules a la plaça Aínsa (casa de Pablo Gargallo). Oli sobre tela, 60 x 70 cm
- 1947, Oliveres sobre un poble. Oli sobre tela, 89 x 100 cm